# Securidaca cristata
Securidaca cristata là một loài thực vật có hoa trong họ Polygalaceae. Loài này được A.C. Sm. miêu tả khoa học đầu tiên năm 1933.